# Saint-Valbert
Saint-Valbert är en kommun i departementet Haute-Saône i regionen Bourgogne-Franche-Comté i östra Frankrike. Kommunen ligger i kantonen Luxeuil-les-Bains som tillhör arrondissementet Lure. År 2018 hade Saint-Valbert 239 invånare.

## Befolkningsutveckling
Antalet invånare i kommunen Saint-Valbert
| Referens: INSEE |